# Heinkel He 177
O Heinkel He 177 foi um bombardeiro pesado desenvolvido e produzido pela Heinkel, na Alemanha, durante a Segunda Guerra Mundial. Encontrou diversas falhas técnicas e motoras durante o seu desenvolvimento, tendo a sua produção passado para a Arado para que a Heinkel se concentrasse no He 111. Continha uma inovação nos seus motores, pois aparentemente um bimotor, era na realidade um quadrimotor; cada asa tinha dois motores que trabalhavam juntos para gerar maior potência num único grupo de hélices. Várias versões foram construídas, porém nenhum alcançou os resultados esperados pela Luftwaffe. Uma versão posterior, o Heinkel He 277, viria a ser um forte candidato para um possível Amerika Bomber.

## Design e desenvolvimento
Em 1936, a empresa de Heinkel Flugzeugwerke recebeu do governo alemão detalhes para uma nova especificação para um bombardeiro puramente estratégico que seria destinado a apoiar uma campanha de bombardeio de longo prazo contra a indústria soviética. Esta especificação, proposta pela primeira vez pelo RLM em 3 de junho de 1936 (ironicamente, no mesmo dia em que o principal defensor da Luftwaffe como uma força de bombardeiro estratégico, o general Walther Wever , perdeu a vida) pedia uma aeronave mais avançada do que o Dornier Do 19 Ou Junkers Ju 89 , baseados nos protótipos do "Bombardeio Ural" que o general Wever havia defendido. A especificação do avião exigia que o avião carregasse uma carga de bomba de pelo menos 1.000 kg (2.200 lb) em uma distância de 5.000 km (3.100 mi), com uma velocidade máxima não inferior a 500 km/h (311 mph) em altitude.
Esta era uma especificação formidável, sendo esperado que este seria uma aeronave capaz de superar qualquer lutador moderno ou interceptadores - como era esperado, o conceito Schnellbomber partia do princípio que a força principal através de sua velocidade deveria ultrapassar os caças inimigos  - e superava, por uma margem considerável, qualquer bombardeiro em serviço na época. Em 2 de junho de 1937, Heinkel Flugzeugwerke recebeu instruções para prosseguir com a construção de uma maquete em escala completa de seu "Projekt 1041 Bomber A". Isso foi concluído em novembro de 1937 e, em 5 de novembro de 1937, foi atribuído o número oficial de tipo de arma da RLM " 8-177 ", no mesmo dia em que o Alto Comando da Luftwaffe (OKL) estipulava que o novo design deveria possuir força estrutural suficiente para permitir a realização de ataques de mergulho em médio grau. Os valores de desempenho estimados da Heinkel Flugzeugwerke para o Projekt 1041 incluíram uma velocidade máxima de 550 km / h (342 mph) a 5.500 m (18.050 pés) e um peso carregado de 27.000 kg (59.500 lb). Para atingir essas estimativas, o designer-chefe da Heinkel, Siegfried Günter, empregou várias características revolucionárias.

### Motores

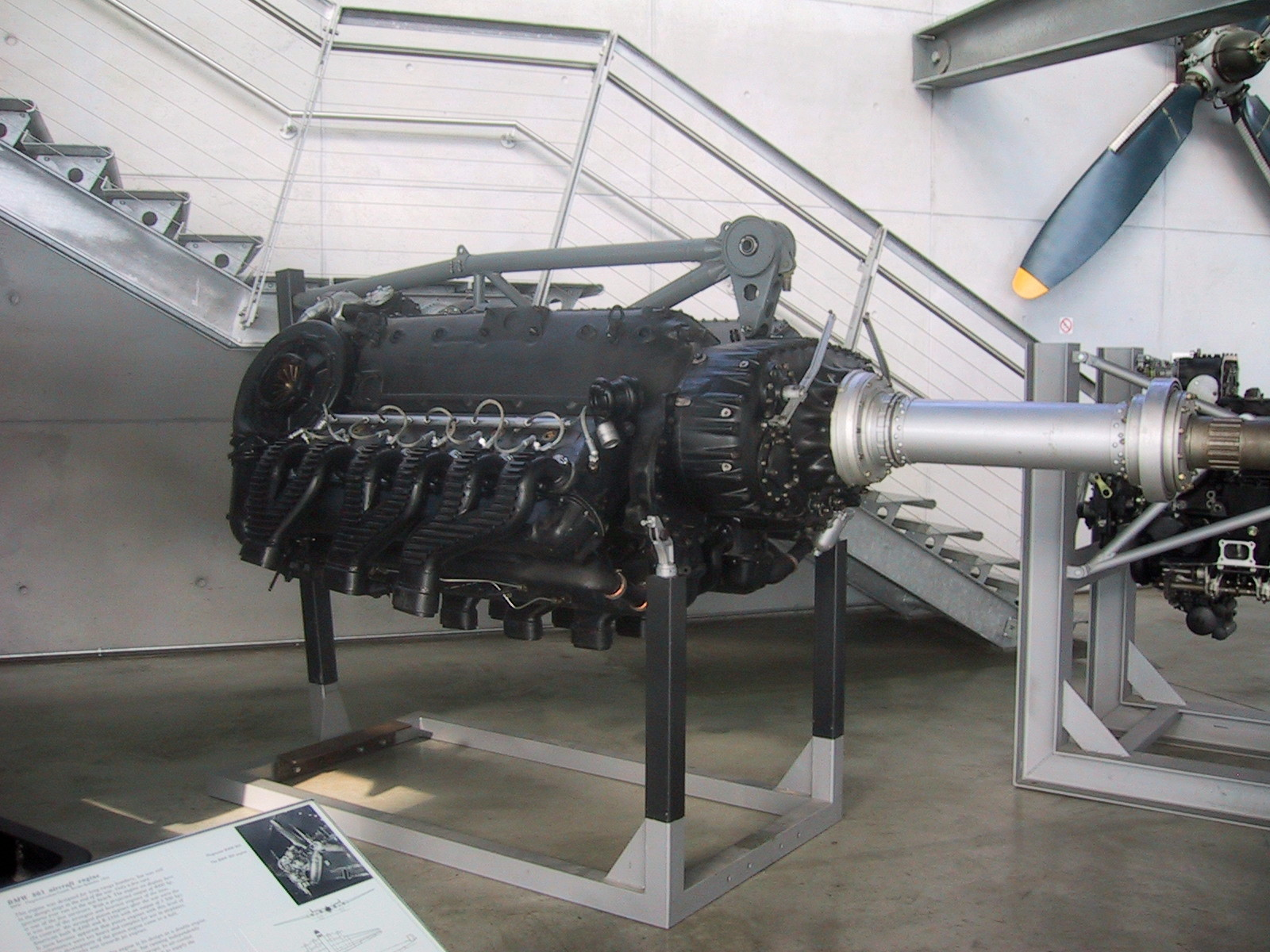
Um motor DB 610, de onde o motor Daimler-Benz DB 605 do He 177 foi baseado

O He 177 exigia pelo menos um par de motores de 2.000 PS (1.973 hp, 1.471 kW) para atender aos requisitos de desempenho que lhe eram esperados. Nenhum motor na indústria alemã de motores de aviação naquela época desenvolvia tal poder. Uma versão de quatro motores teria sido possível com motores como o Daimler-Benz DB 601, mas o layout de quatro motores envolveria um maior arrasto da hélice para que o mesmo pudesse desenvolver o papel de bombardeio de mergulho. O uso de apenas duas hélices contra-rotativas em um bombardeiro pesado oferecia muitas vantagens, como uma redução substancial no arrasto, redução da instabilidade do mergulho e uma marcada e pronunciável melhoria na manobrabilidade. Os oito protótipos iniciais da série V e o maior número de modelos de pré-produção A-0 do He 177 mostraram uma velocidade e uma manobrabilidade comparáveis a muitos caças-pesados da época.
Para o He 177, Siegfried Günter decidiu empregar duas das complexas configurações que o Daimler-Benz DB 606 poderia oferecer para propulsão. Ele já havia empregado esses motores nos protótipos de aeronaves de reconhecimento Heinkel He 119 . Essa configuração consistia em um par de motores DB-601 de 12 cilindros refrigerados a água montados lado a lado em uma nacelle. Os componentes vindos do motor DB 601 tiveram que ser equipados com uma versão espelhada do seu superalimentador centrífugo mecanicamente movido, extraindo o ar do lado de estibordo do motor. Os dois DB 606s (depois substituídos pelo  Daimler-Benz DB 605), cada um dos quais desenvolvia 2.600 PS (2.564 cv, 1.912 kW) para decolagem e pesavam cerca de 1.515 kg (3.340 lb) cada, os motores da versão Daimler-Benz DB 605 que foram baseados baseado no "DB 610" - deveriam ser os dois únicos motores alemães projetados para superar 1.500 kW de potência, algo que gerou grandes dificuldades aos alemães durante a guerra.

### Armamento defensivo

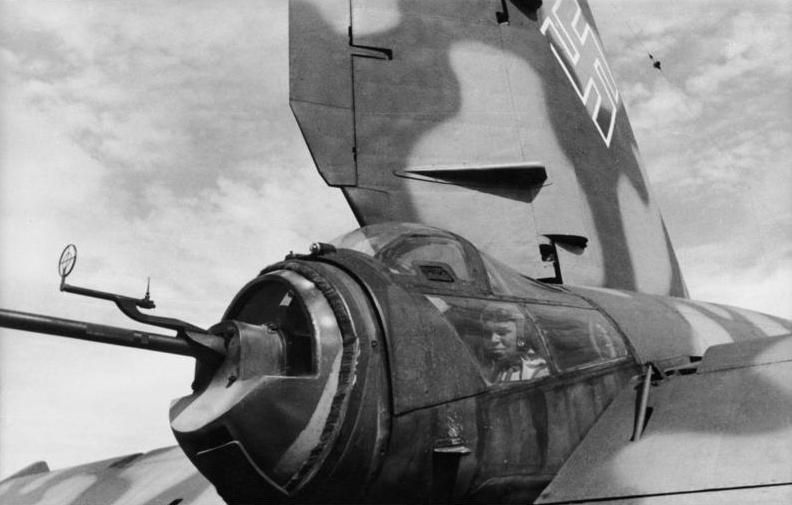
Uma MG 151 montada na cauda de um He 177

A intenção original de Siegfried Günter foi equipar o He 177 com três torres de metralhadoras remotamente controladas pelo cockpit, com dois desses sistemas sendo provenientes do programa Junkers Ju 288, deixando uma metralhadora tripulada na cauda. Em comparação com a posição tripulada, o sistema controlado remotamente oferecia a vantagem da redução de tamanho, peso e arrasto; Dando a vantagem de que o artilheiro poderia ser colocado em uma posição protegida, com a melhor visão possível e com menos risco de ser cegado pelo flash de suas próprias armas. Embora o trabalho em sistemas de defesa de aeronaves controlados remotamente tivesse atingido um estágio relativamente avançado na Alemanha no final dos anos 1930, o progresso neste campo dentro dos engenheiros e fabricantes na Alemanha era insuficiente para acompanhar o He 177. Como resultado, O He 177 teve que ser modificado para acomodar posições tripuladas, como uma torreta dorsal na traseira armada com uma metralhadora MG 131 de 13 mm. Essa instalação significou que a fuselagem teve que ser fortalecida em vários locais.

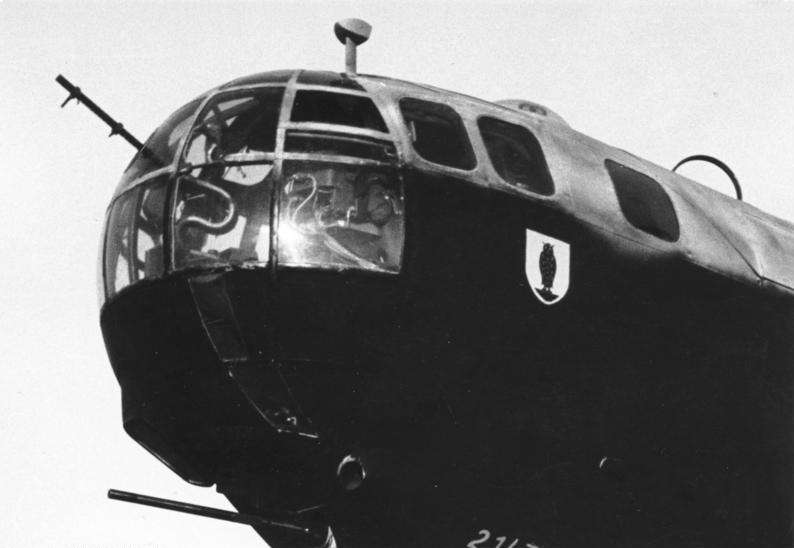
Metralhadora MG 81 montada para a defesa frontal da aeronave

Uma posição compacta na cauda fora instalada para a defesa traseira, armada com uma metralhadora MG 131, mas sua construção simplificada significava que o artilheiro estava propenso a ter seu conforto restringindo severamente em missões longas. Uma posição revisada da arma da cauda com uma janela superior foi montada nos modelos He 177 A-3 e posteriores, o que permitiu que o artilheiro se sentasse. A metralhadora MG 131 seria frequentemente substituída por um canhão MG 151 de 20 mm, em alguns casos uma semi-experimental MG 131Z de 13 mm eram montadas uma acima da outra. Normalmente, uma metralhadora MG 81 era montada num suporte flexível na janela do cockpit a estibordo para defesa contra ataques frontais. Abaixo do nariz uma gôndola fora montada num suporte flexível para a instalação de um canhão MG FF de 20 mm para a defesa dianteira. Um canhão MG 151 substituiu o canhão dianteiro MG FF em modelos de produção posteriores.

## Produção
Foram completados oito protótipos, seguidos de 35 modelos de pré-produção He 177 A-0s (construídos pela Arado e Heinkel ) e 130 construídos pela Arado (He 177 A-1s). As aeronaves adiantadas neste lote foram usadas para ensaios adicionais, e depois de uma estreia operacional breve e infeliz, o restante também foi retirado do serviço. A partir de agosto de 1943, qualquer aeronave produzida do He 177 teve que ter uma fuselagem traseira estendida - 1,60 m (5 pés 3 polegadas) para compensar a mudança de centro de gravidade da aeronave. A maioria dos 247 que tinham a fuselagens A-3 foram reconstruídos para nova fuselagem nessa época também.

## Histórico operacional

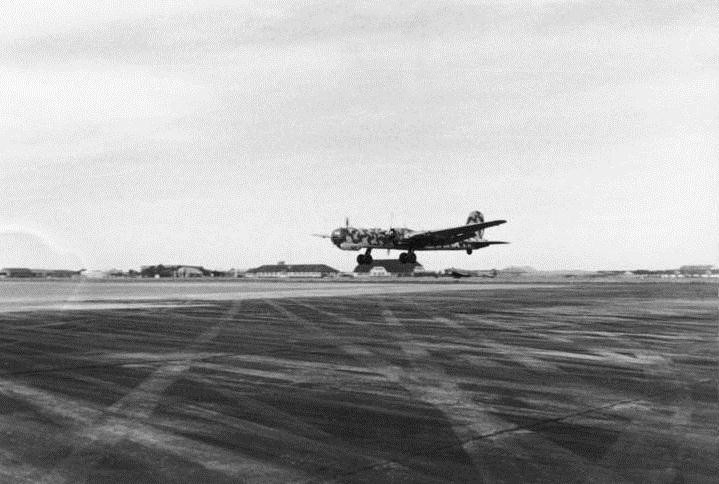
Um He-177 se preparando para uma missão em 1944

Resolvidas as dificuldades técnicas de seu desenvolvimento, o He 177 teve uma história problemática de serviço. Requisitos de design exigentes para o longo alcance, alta velocidade, carga de bomba pesada e a capacidade de bombardeio de mergulho anteriormente exigida - rescindida apenas em setembro de 1942 pelo Reichsmarschall - não ajudou em nada para melhorar a questão operacional do aparelho. Embora o He 177 entrou em serviço em 1942, estava longe de ser operacional plenamente. Em uma avaliação da aeronave em 9 de abril de 1942 fora relatado que o He 177 tinha boas características de voo, mas tinha problemas de motor inaceitáveis. Como medida de emergência o aparelho fora utilizada para fornecer o 6º Exército que estava cercado em Stalingrado, onde se descobriu que o aparelho não era adequado para o papel do transporte, e também se provando inútil para a evacuação de feridos. Como resultado, o He 177 fora designado para missões de bombardeio e missões de supressão de tropas nas regiões perto de Stalingrado. Apenas treze missões foram realizadas com sucesso, e sete aparelhos foram perdidos sem qualquer ação atribuível ao inimigo.
À medida que a guerra progredia, as operações dos He 177 tornaram-se cada vez mais desagradáveis. A falta de combustível e pessoal apresentava dificuldades grandiosas, enquanto os aparelhos estavam estacionados em aeródromos em toda a Europa esperando novos motores ou modificações relacionadas a partes mecânicas. Dos quatorze He 177A-3s (o subtipo principal em uso) que foram enviados durante a Operação Steinbock, Um sofreu uma explosão no pneu e oito retornaram com motores com superaquecimento. Dos quatro que chegaram a Londres, um fora perdido para caças noturnos. Essas aeronaves eram novas, entregues uma semana antes da operação e não totalmente tripuladas.
Enquanto a Operação Steinbock se mostrara um desastre, os He 177 conseguiram alguns sucessos. Eles normalmente carregavam duas bombas de 1.800 kg (3.970 lb) e duas de mil quilos (2.200 lb). Subindo até a altitude de 7.000 m (22.965 pés), enquanto ainda estava em território alemão, o He 177 aproximava-se do alvo em um mergulho raso até o ponto de libertação da bomba em cerca de 4.500 m (14.760 pés). Depois de soltar as bombas, o piloto colocava os aceleradores em posição máxima, mas continuava em uma descida a aproximadamente 200 m (656 pés) por minuto. Os bombardeiros tipicamente voltaram a entrar no espaço aéreo alemão a uma altitude de 750 m (2,460 pés) e voltaram para a base. A maior velocidade e a constante mudança de altitude tornavam as intercepções difíceis, aumentando a capacidade de sobrevivência da aeronave, mas diminuía a precisão de bombardeio. Com uma taxa de perda média de 60% para todos os tipos de bombardeiros usados na Operação Steinbock, a taxa de perda de He 177 que fora abaixo de 10% os tornou o bombardeiro mais sobrevivente da operação.
Durante as operações na Frente Oriental no início de 1944, muitas vezes realizadas em plena luz do dia em cerca de 6.000 m (19.690 pés), as perdas foram leves. A Força Aérea soviética, equipada principalmente para intercepção de baixa altitude e papéis de ataque terrestre, poderia fazer pouco para impedir os bombardeiros de alto voo.
Em comum com a maioria dos bombardeiros alemães de pistão, o He 177 fora colocado fora de uso a partir do verão de 1944, quando os bombardeios Aliados causaram uma grande destruição ma produção alemã de combustível.